# هان دونغ
هان دونغ هو سياسي كندي، ولد في 1977 في شانغهاي في الصين. حزبياً، نشط في الحزب الليبرالي في أونتاريو ‏. وقد انتخب عضو برلمان مقاطعة أونتاريو.